# Kalikarpa
Kalikarpa (lat. Callicarpa), rod uresnog grmlja i manjeg drveća iz porodice medićevki (Lamiaceae) smješten u novu vlastitu potporodicu Callicarpoideae, opisanu 2017. godine. Postoji preko 160 vrsta u tropskim krajevima Amerike i Azije, na Madagaskaru i Australiji.
Najpoznatija i tipična vrsta je Callicarpa americana grm s juga SAD–a, od Marylanda na jug do Bahama i Kube, i od Texasa do Floride, koje se često uzgaja po vrtovima kao ukrasni grm.

## Vrste
1. Callicarpa aculeolata Schauer
2. Callicarpa acuminata Kunth
3. Callicarpa acutidens Schauer
4. Callicarpa acutifolia H.T.Chang
5. Callicarpa albidotomentella Merr.
6. Callicarpa alongensis Dop
7. Callicarpa americana L.
8. Callicarpa ampla Schauer
9. Callicarpa angusta Schauer
10. Callicarpa angustifolia King & Gamble
11. Callicarpa anisodonta Bramley
12. Callicarpa anisophylla C.Y.Wu ex W.Z.Fang
13. Callicarpa anomala (Ridl.) B.L.Burtt
14. Callicarpa apoensis Elmer
15. Callicarpa arborea Roxb.
16. Callicarpa areolata Urb.
17. Callicarpa argentii Bramley
18. Callicarpa bachmaensis Soejima & Tagane
19. Callicarpa badipilosa S.Atkins
20. Callicarpa barbata Ridl.
21. Callicarpa basilanensis Merr.
22. Callicarpa basitruncata Merr. ex Moldenke
23. Callicarpa baviensis Moldenke
24. Callicarpa bicolor Juss.
25. Callicarpa bodinieri H.Lév.
26. Callicarpa bodinieroides R.H.Miao
27. Callicarpa bracteata Dop
28. Callicarpa brevipes (Benth.) Hance
29. Callicarpa brevistyla Munir
30. Callicarpa bucheri Moldenke
31. Callicarpa candicans (Burm.f.) Hochr.
32. Callicarpa cathayana H.T.Chang
33. Callicarpa caudata Maxim.
34. Callicarpa cinnamomea (Hallier f.) Govaerts
35. Callicarpa clemensiorum Moldenke
36. Callicarpa collina Diels
37. Callicarpa coriacea Bramley
38. Callicarpa crassinervis Urb.
39. Callicarpa cubensis Urb.
40. Callicarpa cuneifolia Britton & Wilson ex Urb.
41. Callicarpa denticulata Merr.
42. Callicarpa dentosa (H.T.Chang) W.Z.Fang
43. Callicarpa dichotoma (Lour.) K.Koch
44. Callicarpa dolichophylla Merr.
45. Callicarpa ekmanii I.E.Méndez & Mabb.
46. Callicarpa endertii (Moldenke) Bramley
47. Callicarpa erioclona Schauer
48. Callicarpa erythrosticta Merr. & Chun
49. Callicarpa fasciculiflora Merr.
50. Callicarpa ferruginea Sw.
51. Callicarpa flavida Elmer
52. Callicarpa fulva A.Rich.
53. Callicarpa fulvohirsuta Merr.
54. Callicarpa furfuracea Ridl.
55. Callicarpa gibaroana Baró & P.Herrera
56. Callicarpa giraldii Hesse ex Rehder
57. Callicarpa glabra Koidz.
58. Callicarpa glabrifolia S.Atkins
59. Callicarpa gracilipes Rehder
60. Callicarpa grandiflora (Hallier f.) Govaerts
61. Callicarpa grisebachii Urb.
62. Callicarpa hainanensis Z.H.Ma & D.X.Zhang
63. Callicarpa havilandii (King & Gamble) H.J.Lam
64. Callicarpa hengchunensis S.S.Ying
65. Callicarpa heterotricha Merr.
66. Callicarpa hispida (Moldenke) Bramley
67. Callicarpa hitchcockii Millsp.
68. Callicarpa homoeophylla (Hallier f.) Govaerts
69. Callicarpa hungtaii C.Pei & S.L.Chen
70. Callicarpa hypoleucophylla Lin & J.L.Wang
71. Callicarpa integerrima Champ.
72. Callicarpa involucrata Merr.
73. Callicarpa japonica Thunb.
74. Callicarpa kerrii Leerat. & A.J.Paton
75. Callicarpa kinabaluensis Bakh. & Heine
76. Callicarpa kochiana Makino
77. Callicarpa kwangtungensis Chun
78. Callicarpa laciniata H.J.Lam
79. Callicarpa lalashanensis S.S.Ying
80. Callicarpa lamii Hosok.
81. Callicarpa lancifolia Millsp.
82. Callicarpa leonis Moldenke
83. Callicarpa lingii Merr.
84. Callicarpa loboapiculata Metcalf
85. Callicarpa longibracteata H.T.Chang
86. Callicarpa longifolia Lam.
87. Callicarpa longipes Dunn
88. Callicarpa longipetiolata Merr.
89. Callicarpa luteopunctata H.T.Chang
90. Callicarpa macrophylla Vahl
91. Callicarpa madagascariensis Moldenke
92. Callicarpa magnifolia Merr.
93. Callicarpa maingayi King & Gamble
94. Callicarpa membranacea H.T.Chang
95. Callicarpa mendumiae Bramley
96. Callicarpa micrantha Vidal
97. Callicarpa moana Borhidi & O.Muñiz
98. Callicarpa moldenkeana A.Rajendran & P.Daniel
99. Callicarpa mollis Siebold & Zucc.
100. Callicarpa nipensis Britton & P.Wilson
101. Callicarpa nudiflora Hook. & Arn.
102. Callicarpa oblanceolata Urb.
103. Callicarpa oligantha Merr.
104. Callicarpa oshimensis Hayata
105. Callicarpa pachyclada Quisumb. & Merr.
106. Callicarpa paloensis Elmer
107. Callicarpa pararubella Qiang Wang
108. Callicarpa parvifolia Hook. & Arn.
109. Callicarpa pauciflora Chun ex H.T.Chang
110. Callicarpa pedunculata R.Br.
111. Callicarpa peichieniana H.Ma & W.B.Yu
112. Callicarpa pentandra Roxb.
113. Callicarpa petelotii Dop
114. Callicarpa phuluangensis Leerat. & A.J.Paton
115. Callicarpa pilosissima Maxim.
116. Callicarpa pingshanensis C.Y.Wu ex W.Z.Fang
117. Callicarpa platyphylla Merr.
118. Callicarpa plumosa Quisumb. & Merr.
119. Callicarpa prolifera C.Y.Wu
120. Callicarpa pseudorubella H.T.Chang
121. Callicarpa pseudoverticillata Bramley
122. Callicarpa psilocalyx C.B.Clarke
123. Callicarpa quaternifolia (Hallier f.) Govaerts
124. Callicarpa ramiflora Merr.
125. Callicarpa randaiensis Hayata
126. Callicarpa remotiserrulata Hayata
127. Callicarpa resinosa C.Wright & Moldenke
128. Callicarpa reticulata Sw.
129. Callicarpa revoluta Moldenke
130. Callicarpa roigii Britton
131. Callicarpa rubella Lindl.
132. Callicarpa rubrocarpa S.S.Ying
133. Callicarpa ruptofoliata R.H.Miao
134. Callicarpa saccata Steenis
135. Callicarpa salicifolia C.Pei & W.Z.Fang
136. Callicarpa scandens (Moldenke) Govaerts
137. Callicarpa selleana Urb. & Ekman
138. Callicarpa shaferi Britton & P.Wilson
139. Callicarpa shikokiana Makino
140. Callicarpa simondii Dop
141. Callicarpa sinuata A.L.Budantzev & Phuong
142. Callicarpa siongsaiensis Metcalf
143. Callicarpa sordida Urb.
144. Callicarpa stoloniformis X.X.Su, Z.H.Ma & B.Chen
145. Callicarpa subaequalis Bramley
146. Callicarpa subalbida Elmer
147. Callicarpa subglandulosa Elmer
148. Callicarpa subintegra Merr.
149. Callicarpa subpubescens Hook. & Arn.
150. Callicarpa superposita Merr.
151. Callicarpa surigaensis Merr.
152. Callicarpa teneriflora Bramley
153. Callicarpa thozetii Munir
154. Callicarpa tikusikensis Masam.
155. Callicarpa tingwuensis H.T.Chang
156. Callicarpa toaensis Borhidi & O.Muñiz
157. Callicarpa tomentosa (L.) L.
158. Callicarpa tungyanensis S.S.Ying
159. Callicarpa woodii Merr.
160. Callicarpa wrightii Britton & P.Wilson
161. Callicarpa yongshunensis Wen B.Xu, Xiao D.Li & Yan L.Liu; otkrivena 2024.
162. Callicarpa yunnanensis W.Z.Fang
163. Callicarpa ×shirasawana Makino
164. Callicarpa ×tosaensis Makino